# Колупаев, Яков Васильевич
Яков Васильевич Колупаев (1918—1986) — заместитель директора Центрального НИИ машиностроения Роскосмоса. Доктор технических наук (1990), профессор (1990), член Российской Академии космонавтики им. К. Э. Циолковского.

## Биография
Родился 21 октября 1918 года в деревне Маракулевщина (ныне — заброшенный населенный пункт в Юрьянском районе Кировской области).
Окончил Казанский авиационный институт в 1942 году и сразу же был направлен на Омский завод № 166. В 1942—1959 занимал на Омском авиационном заводе следующие должности: технолог, начальник отдела, начальник производства, главный инженер. С 1959 был назначен директором Омского авиационного завода, с 1972 по 1981 год был директором НИИ технологии машиностроения.
Внес большой вклад в организацию серийного производства реактивных самолетов Ил-28 и Ту-104. Под его руководством завод стал одним из крупнейших ракетно-космических предприятий страны. Было развернуто серийное производство ракет Р-12, Р-16, РС-10, был налажен выпуск космических аппаратов.
В 1972 переведен на работу в Москву директором Научно-исследовательского института технологии машиностроения (НИИТМ).
Для изготовления многоразовой космической системы «Энергия-Буран» необходимо было разработать и освоить принципиально новые технологические процессы. Главную роль в этой работе сыграл НИИТМ под руководством Якова Колупаева. Было разработано и освоено свыше 300 принципиально новых технологий и около 1000 уникальных специальных средств технологического оснащения, большая часть которых не имела аналогов в мировой практике.
Избирался депутатом Омского областного и городского советов нескольких созывов. Награжден двумя орденами Ленина, орденом Октябрьской Революции, двумя орденами Трудового Красного Знамени и медалями, в том числе медалью «За трудовую доблесть».
Умер 9 августа 1986 года в Москве.

## Награды
- Орден Октябрьской Революции
- Орден Ленина
- Орден Трудового Красного Знамени
- Медаль «За трудовую доблесть»